# Vodite ljubav, ne rat
Vodite ljubav a ne rat je antiratni slogan obično povezan s američkom kontrakulturom 1960-ih. Bio je korišten prije svega od strane onih koji su bili protiv rata u Vijetnamu, ali je navođen i u drugim antiratnim kontekstima.